# 5383 Leavitt
5383 Leavitt è un asteroide della fascia principale. Scoperto nel 1973, presenta un'orbita caratterizzata da un semiasse maggiore pari a 2,8576093 UA e da un'eccentricità di 0,0884740, inclinata di 3,28262° rispetto all'eclittica.
È stato dedicato all'astronoma Henrietta Swan Leavitt.